# Bathers Will Be Prosecuted
Bathers Will Be Prosecuted è un cortometraggio muto del 1905 diretto da Lewin Fitzhamon e interpretato da Cecil M. Hepworth.

## Trama
Nuotare è vietato, così un agente cerca di arrestare quelli che infrangono il divieto.

## Produzione
Il film fu prodotto dalla Hepworth.

## Distribuzione
Distribuito dalla Hepworth, il film - un cortometraggio della lunghezza di 32,4 metri - uscì nelle sale cinematografiche britanniche nel gennaio 1905. Non si hanno altre notizie del film che si ritiene perduto, forse distrutto nel 1924 quando il produttore Cecil M. Hepworth, ormai fallito, cercò di recuperare l'argento del nitrato fondendo le pellicole.